# Beneficios laborales
Los beneficios laborales o beneficios sociales incluyen varios tipos de compensaciones provistas por los empleadores en adición a los salarios regulares. Estos beneficios pueden ofrecerse como incentivos adicionales para mejorar el bienestar de los empleados y aumentar la competitividad de la empresa.
En las situaciones en las que los empleadores intercambian dinero por estos beneficios, se les conoce como retribución flexible. En muchos países, algunos beneficios laborales están sujetos a impuestos, mientras que otros gozan de exenciones fiscales tanto para empleados como para empresas.

## Tipos de beneficios laborales
Los beneficios laborales pueden clasificarse en varias categorías dependiendo de su finalidad y aplicación.

### Beneficios sociales
Son aquellos beneficios no monetarios que buscan mejorar la calidad de vida del empleado sin estar directamente vinculados al salario. Estos pueden incluir:  
- Vivienda (provista o pagada por el empleador)
- Seguro médico
- Seguro dental
- Seguro de vida
- Protección por discapacidad
- Beneficios de planes de retiro
- Cuidado infantil
- Masaje en silla[4]
- Yoga
- Reembolso por tutorías
- Permiso por enfermedad
- Vacaciones
- Seguridad social
- Participación en los beneficios
- permisos de ausencia de trabajo
- Permiso por paternidad
- Licencia por maternidad
- Compensación por tiempo de servicios
- Pensión por viudez
- Bonificación por sepelio
- Acuerdos de trato directo

### Retribución flexible
La retribución flexible permite a los empleados destinar una parte de su salario bruto para recibir ciertos beneficios en especie, lo que puede reducir su base imponible y aumentar su salario neto. Algunos ejemplos de beneficios dentro de la retribución flexible incluyen:  
- Ticket restaurante
- Ticket transporte
- Cheque guardería
- Seguro médico
- Formación profesional
- Planes de pensiones

## Ventajas de implementar beneficios laborales
Los beneficios laborales no solo impactan positivamente en la calidad de vida del trabajador, sino que también contribuyen a la productividad y competitividad de las empresas.  
Entre las ventajas más relevantes de implementar un plan de beneficios destacan:  
- Aumento de la satisfacción y retención de empleados.
- Atracción de talento en mercados laborales competitivos.
- Reducción de la rotación de personal y mejora del clima laboral.
- Mayor compromiso y productividad en los equipos de trabajo.
- Ventajas fiscales tanto para empleados como para la empresa.

## Impacto de los beneficios en la fidelización del talento
Los beneficios empresariales juegan un papel fundamental en la retención del talento. Un buen plan de beneficios ayuda a que los empleados se sientan valorados y motivados, lo que reduce la rotación y fortalece el compromiso con la empresa.  
Algunas estrategias clave incluyen:  
- Adaptar los beneficios a las necesidades individuales de los empleados.
- Priorizar beneficios relacionados con el bienestar y la conciliación laboral.
- Implementar programas de formación y desarrollo profesional.
- Proporcionar flexibilidad en el diseño del paquete de beneficios.

## Consideraciones legales sobre los beneficios laborales
Es importante diferenciar los beneficios de empresa de los derechos laborales obligatorios establecidos por la ley. Mientras que los beneficios laborales son incentivos adicionales ofrecidos por las empresas, los derechos laborales incluyen prestaciones como:  
- Vacaciones pagadas
- Permisos por maternidad y paternidad
- Seguridad y salud en el trabajo
- Protección contra despidos injustificados

Las empresas deben asegurarse de que sus planes de beneficios cumplan con la legislación vigente y respeten los derechos mínimos garantizados por la ley.